# Lucky Mutale
Lucky Mutale est un boxeur zambien né le 17 février 1955.

## Carrière
En raison du boycott africain des Jeux olympiques d'été de 1976 à Montréal, Lucky Mutale doit déclarer forfait alors qu'il doit affronter au premier tour le Portoricain Orlando Maldonado dans la catégorie des poids mi-mouches. 
Il est ensuite médaillé d'or dans la catégorie des poids mouches aux Jeux africains d'Alger en 1978.
Aux Jeux olympiques d'été de 1980 à Moscou, il est éliminé au deuxième tour dans la catégorie des poids coqs par le Roumain Dumitru Cipere. 
Il est ensuite médaillé d'argent aux championnats d'Afrique de Kampala en 1983 dans la catégorie des poids coqs.